# Paradoxodacna piratica
Paradoxodacna piratica és una espècie de peix pertanyent a la família dels ambàssids i l'única del gènere Paradoxodacna.

## Descripció
- Fa 9 cm de llargària màxima.[2][3]

## Alimentació
Menja escates de peixos.

## Hàbitat
És un peix d'aigua dolça i salabrosa, demersal i de clima tropical.

## Distribució geogràfica
Es troba a Indonèsia (Borneo i Sumatra).

## Observacions
És inofensiu per als humans.